# Henrik Hesselman
Oskar August Henrik Vilhelm Hesselman (født 28. januar 1874 i Stockholm, død 11. juli 1943) var en svensk botaniker. Han var bror til Bengt og Jonas Hesselman.
Hesselman blev student 1894; studerede ved Stockholms Högskola og Uppsala Universitet, erhvervede den filosofiske doktorgrad med en afhandling: Zur Kenntniss des Pflanzenlebens schwedischer Laubwiesen (1904). Hesselman var først assistent ved Statens forstlige forsøgsanstalt 1902, blev derpå 1904 docent i botanik ved Stockholms Högskola, 1906 botaniker ved ovennævnte forsøgsanstalt og 1912 professor ved og forstander for "Den naturvetenskapliga afdelningen af Skogförsöksanstalten". Hesselman deltog allerede 1898 i den Nathorstske ekspedition til Spitsbergen og Kong Karls Land og var senere på flere studierejser i Europa, blandt amdet også i Danmark. Hesselman er forfatter af en mængde vækstbiologiske, men især forstbiologiske arbejder; to af hans arbejder: Studier öfver Salpeterbildningen i naturliga jordmåner och dess betydelse i växtekologiskt afseende (1917) samt Om våra skogsföryngningsåtgärders inverkan på salpeterbildningen i marken etc. (1917), belønnedes med den Letterstedtske Forfatterpris. Hesselman var medredaktør af "Skogsvårdsföreningens tidsskrift" og tidsskriften "Skogen" samt medlem af bestyrelsen af "Svenska Sällskapet för Anthropologi och Geografi" samt "Svenska naturskyddsföreningen". Han blev medlem af Lantbruksakademien 1913, af Vetenskapsakademien 1928 og af Ingenjörsvetenskapsakademien 1934.